# Орлиный попугай
Орлиный попугай, или грифовый попугай (лат. Psittrichas fulgidus), — вид птиц из семейства Psittaculidae, единственный в роде орлиных попугаев (Psittrichas) и подсемействе щетиноголовых попугаев (Psittrichasinae, ранее триба Psittrichasini). Эндемик холмов и горных тропических лесов Новой Гвинеи.

## Внешний вид
Длина тела около 50 см, крылья — 31 см; Средний вес примерно 490—680 г. Имеют щетиновидные перья, покрывающие голову, за что и получили второе название — щетиноголовый попугай. Окраска оперения чёрно-коричневая, на груди более светлая. Кроющие перья крыла, надхвостье и средние маховые перья красного цвета. Бока головы неоперённые (вероятно, для предотвращения прилипания перьев к липким плодам, которыми они питаются). В отличие от самок, самцы больше по размеру, у них имеются дополнительные красные перья за глазами . Клюв чёрный. Надклювье сильно удлинённое, слегка изогнутое и заострённое. Ноги невысокие, тёмно-серые. Радужка тёмно-коричневая или красная.

## Распространение
Обитают в Папуа-Новой Гвинее и Западной Новой Гвинее (Индонезия).

## Образ жизни
Населяют влажные горные тропические и субтропические леса, подножья гор, иногда равнинные и холмистые заросли до 1000—2300 м над уровнем моря. Основным кормом являются тропические фрукты (инжир, папайя и авокадо), ягоды и различные семена. Они летают медленно, а в полете похожи на парящего ястреба. Как правило, летают в одиночку или парами, но были случаи стай из 20-ти птиц.

## Размножение
Орлиный попугай, как и большинство попугаев живут парами, которые остаются неизменными на протяжении всей жизни. Брачный период выпадает на сезон дождей. Строят гнезда в дуплах деревьев. В кладке два яйца. Самки их регулярно высиживают с инкубационным периодом от 27 до 30 дней, а самцы в это время кормят их. Птенцы вылупляются лысыми и слепыми.

## Угрозы и охрана
Очень редкий вид. Есть опасность исчезновения. Причины: отлов с целью продажи, употребление в пищу, использования ярких красных перьев для ритуальных нарядов коренных жителей Папуа. Орнитологи подсчитали их число до 21 тысячи пар.

## Содержание
Быстро приручаются и хорошо переносят неволю, однако разводят их в неволе редко. Они очень дорогие, самки дороже, чем самцы. Некоторые торговцы срывают у самцов дополнительные красные перья, а затем обманным путём продают под видом самок. В Европу их завезли в 1831 году, тогда они были очень требовательны, особенно при разведении — они нуждались во влажном климате и высокой температуре. Орлиные попугаи едят тропические фрукты, в то время как эти продукты могут частично заменить местные (яблоки, груши или виноград). Но эти птицы так или иначе нуждаются именно в тропических фруктах, потому что оттуда они берут нужные им ферменты для пищеварения. Именно из-за своего прихотливого питания не разводятся в зоопарках. Живут в неволе 40 лет.
Пара птиц содержится в Московском зоопарке, их любимым кормом являются бананы и папайя.